# Добра (гмина, Лимановский повет)
Добра (пол. Dobra) — сельская гмина (волость) в Польше, входит как административная единица в Лимановский повет, Малопольское воеводство. Население — 9337 человек (на 2004 год).

## Демография
| Перепись                       | Всего   | Всего | Женщины | Женщины | Мужчины | Мужчины |
| ------------------------------ | ------- | ----- | ------- | ------- | ------- | ------- |
| Единицы                        | человек | %     | человек | %       | человек | %       |
| Население                      | 9337    | 100   | 4649    | 49,8    | 4688    | 50,2    |
| Плотность населения (чел./км²) | 85,6    | 85,6  | 42,6    | 42,6    | 43      | 43      |

## Соседние гмины
1. Гмина Йодловник
2. Гмина Каменица
3. Гмина Мшана-Дольна
4. Гмина Слопнице
5. Тымбарк
6. Гмина Виснёва